# 聖羅克縣

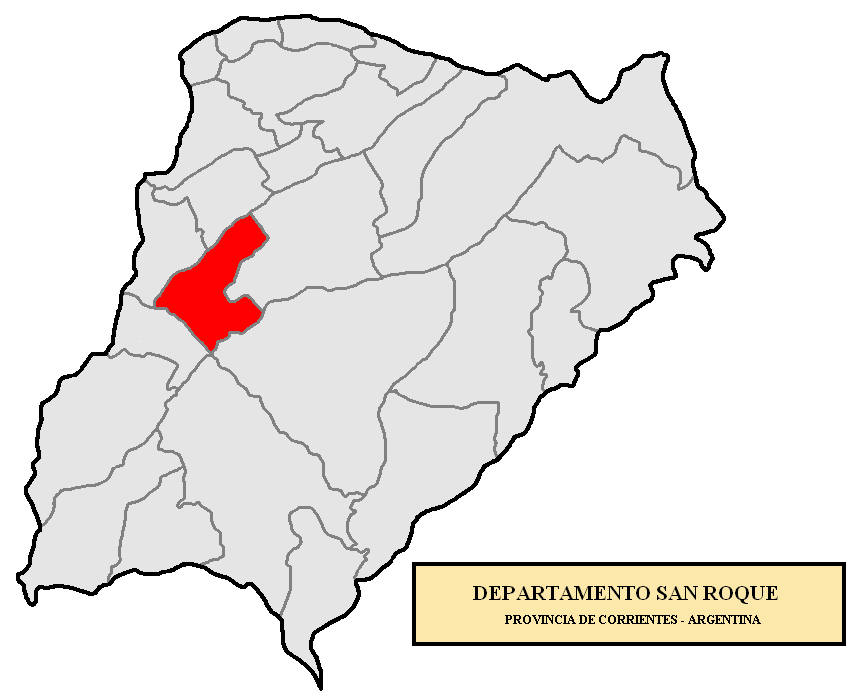

28°34′S 58°43′W / 28.567°S 58.717°W
聖羅克縣（西班牙語：Departamento San Roque），是阿根廷的縣份，位於該國北部科連特斯省，首府設於聖羅克，面積2,243平方公里，2010年人口18,366，該縣份人口密度每平方公里8.19人。